# NetLogo
NetLogo és un llenguatge de programació i un entorn de desenvolupament integrat (IDE) per a la modelització basada en agents.
NetLogo va ser dissenyat per Uri Wilensky, seguint l'esperit del llenguatge de programació Logo, per tenir un "llindar baix i sense sostre". Ensenya conceptes de programació utilitzant agents en forma de tortugues, pegats, enllaços i l'observador. NetLogo va ser dissenyat pensant en múltiples públics, en particular: ensenyar a nens de la comunitat educativa i per a experts en el domini sense coneixements de programació per modelar fenòmens relacionats.  Milers d'articles científics s'han publicat utilitzant NetLogo.
L'entorn NetLogo permet l'exploració de fenòmens emergents. Inclou una extensa biblioteca de models que inclou models en una varietat de dominis, com ara economia, biologia, física, química, psicologia i dinàmica de sistemes. NetLogo permet l'exploració modificant interruptors, controls lliscants, selectors, entrades i altres elements d'interfície. Més enllà de l'exploració, NetLogo permet crear nous models i modificar els models existents.
NetLogo és de codi obert i està disponible gratuïtament al lloc web de NetLogo. S'utilitza en una àmplia varietat de contextos educatius, des de l'escola primària fins a l'escola de postgrau. Molts professors utilitzen NetLogo en els seus currículums.  NetLogo també s'utilitza àmpliament en la recerca científica, ja que s'ha utilitzat en diversos milers d'articles de recerca.
NetLogo va ser dissenyat i escrit per Uri Wilensky, director del Centre d'Aprenentatge Connectat i Modelització Basada en Ordinador (CCL) de la Northwestern University.
A més del modelatge basat en agents, NetLogo també inclou suport bàsic per al modelatge de sistemes dinàmics.

## Llibres
S'han publicat diversos llibres sobre NetLogo.
Els llibres disponibles en format imprès inclouen
- Wilensky, Uri. An introduction to agent-based modeling: Modeling natural, social and engineered complex systems with NetLogo.  Cambridge: MIT Press, 2015. ISBN 978-0-262-73189-8.
- Railsback, Steven F. Agent-Based and Individual-Based Modeling: A Practical Introduction.  Cambridge: Princeton University Press, 2011. ISBN 978-0-691-13674-5.
- O'Sullivan, David. Spatial Simulation: Exploring Pattern and Process.  Wiley-Blackwell, 2013. ISBN 978-1-119-97079-8.
- Gilbert, Nigel. Simulation for the Social Scientist, Second Edition.  London: McGraw Hill, 2005. ISBN 978-0-335-21600-0.
- Andersen, Britt. Computational Neuroscience and Cognitive Modeling (CCL).  London: Sage, 2014. ISBN 978-1-4462-4930-7.
- Romanowska, Iza. Agent Based Modeling for Archaeology: Simulating the Complexity of Societies.  Santa Fe, New Mexico: Santa Fe Institute Press, 2021. ISBN 978-1-947864-25-2.

Els llibres disponibles en línia inclouen:
Vidal, Jose. «Fundamentals of Multiagent Systems Using NetLogo», 2010.

## Cursos en línia
A 2019, several massive open online courses are being offered that use NetLogo for assignments and/or demonstrations:
- Mitchell, Melanie. «Introduction to Complexity».   Santa Fe Institute.
- Page, Scott E. «Model Thinking».   University of Michigan.
- Brooks, Peter. «Introduction to Comp Sci».  Stuyvesant High School.